# Kurt Levie Callo
Kurt Levie Callo (Frankfurt am Main, 18 juni 1918-1945), was een Rotterdams verzetsstrijder in de Tweede Wereldoorlog. Hij maakte deel uit van de Landelijke Knokploegen in Rotterdam. 
Kurt werd op 12 maart 1945 met 19 anderen door de Ordnungspolizei op het Hofplein te Rotterdam gefusilleerd.

## Trivia
In Rotterdam is een straat naar hem vernoemd: de Kurt Callostraat.